# Mostuéjouls
Mostuéjouls è un comune francese di 294 abitanti situato nel dipartimento dell'Aveyron nella regione dell'Occitania.

## Società

### Evoluzione demografica
Abitanti censiti